# Ustanovna listina Združenih narodov
Ustanovna listina Združenih narodov (angleško Charter of the United Nations) je pogodba o ustanovitvi mednarodne organizacije z imenom Združeni narodi. 26. junija 1945 jo je v Vojnospominskem in scenskoumetnostnem centru v San Franciscu v Združenih državah Amerike podpisalo 50 od 51 prvotnih držav članic (Poljska, preostala prvotna članica, ki ni bila zastopana na konferenci, jo je podpisala dva meseca pozneje). V veljavo je vstopila 24. oktobra 1945, potem ko jo je ratificiralo pet stalnih članic Varnostnega sveta Združenih narodov — Republika Kitajska (pozneje jo je zamenjala Ljudska republika Kitajska), Francija, Sovjetska zveza (pozneje jo je zamenjala Ruska federacija), Združeno kraljestvo in Združene države Amerike — ter večina drugih podpisnic. Danes imajo Združeni narodi 193 držav članic.
Kot listina je to ustanovitvena pogodba, katere členi zavezujejo vse njene članice. Po njenih določilih obveznosti do Združenih narodov prevladajo nad vsemi drugimi pogodbenimi obveznostmi. Danes je listino ratificirala večina držav na svetu. Pomembna izjema je Vatikanska mestna država, ki je ostala stalna opazovalka in torej ni polnopravna članica Združenih narodov.
17. decembra 1963 so bile z resolucijama Generalne skupščine št. 1991 A in B (XVIII) sprejete njene spremembe 23., 27. in 61. člena, 20. decembra 1965 je bila z resolucijo Generalne skupščine št. 2101 (XX) sprejeta sprememba 109. člena, dodatna sprememba 61. člena pa je bila sprejeta z resolucijo Generalne skupščine št. 2847 (XXVI) z dne 20. decembra 1971.
Ustanovna članica Organizacije združenih narodov je bila tudi bivša SFRJ oziroma takratna DFJ. Republika Slovenija je ustanovno listino sprejela kot nova članica z včlanitvijo v Organizacijo združenih narodov leta 1992 in je njena pogodbenica od 22. maja 1992.

## Povezava:
- http://www.uradni-list.si/_pdf/2014/Mp/m2014002.pdf#!/m2014002-pdf